# 2000-es Formula–1 magyar nagydíj
A magyar nagydíj volt a 2000-es Formula–1 világbajnokság tizenkettedik futama.

## Futam
|    | Rsz. | Versenyző             | Csapat             | Körök | Idő/Kiesések  | Start | Pontok |
| -- | ---- | --------------------- | ------------------ | ----- | ------------- | ----- | ------ |
| 1  | 1    | Mika Häkkinen         | McLaren-Mercedes   | 77    | 1:45:33.869   | 3     | 10     |
| 2  | 3    | Michael Schumacher    | Ferrari            | 77    | +7.917        | 1     | 6      |
| 3  | 2    | David Coulthard       | McLaren-Mercedes   | 77    | +8.455        | 2     | 4      |
| 4  | 4    | Rubens Barrichello    | Ferrari            | 77    | +44.157       | 5     | 3      |
| 5  | 9    | Ralf Schumacher       | Williams-BMW       | 77    | +50.437       | 4     | 2      |
| 6  | 5    | Heinz-Harald Frentzen | Jordan-Mugen-Honda | 77    | +1:08.099     | 6     | 1      |
| 7  | 6    | Jarno Trulli          | Jordan-Mugen-Honda | 76    | +1 Kör        | 12    |        |
| 8  | 7    | Eddie Irvine          | Jaguar-Cosworth    | 76    | +1 Kör        | 10    |        |
| 9  | 10   | Jenson Button         | Williams-BMW       | 76    | +1 Kör        | 8     |        |
| 10 | 17   | Mika Salo             | Sauber-Petronas    | 76    | +1 Kör        | 9     |        |
| 11 | 12   | Alexander Wurz        | Benetton-Playlife  | 76    | +1 Kör        | 11    |        |
| 12 | 22   | Jacques Villeneuve    | BAR-Honda          | 75    | +2 Kör        | 16    |        |
| 13 | 19   | Jos Verstappen        | Arrows-Supertec    | 75    | +2 Kör        | 20    |        |
| 14 | 23   | Ricardo Zonta         | BAR-Honda          | 75    | +2 Kör        | 18    |        |
| 15 | 20   | Marc Gené             | Minardi-Fondmetal  | 74    | +3 Kör        | 21    |        |
| 16 | 18   | Pedro de la Rosa      | Arrows-Supertec    | 73    | +4 Kör        | 15    |        |
| Ki | 21   | Gastón Mazzacane      | Minardi-Fondmetal  | 68    | Motor         | 22    |        |
| Ki | 8    | Johnny Herbert        | Jaguar-Cosworth    | 67    | Váltó         | 17    |        |
| Ki | 16   | Pedro Diniz           | Sauber-Petronas    | 62    | Erőátvitel    | 13    |        |
| Ki | 11   | Giancarlo Fisichella  | Benetton-Playlife  | 31    | Fékek         | 7     |        |
| Ki | 15   | Nick Heidfeld         | Prost-Peugeot      | 22    | Elektronika   | 19    |        |
| Ki | 14   | Jean Alesi            | Prost-Peugeot      | 11    | Felfüggesztés | 14    |        |

## A világbajnokság élmezőnyének állása a verseny után
| H  | Versenyzők           | Pont | H  | Konstruktőrök     | Pont |
| -- | -------------------- | ---- | -- | ----------------- | ---- |
| 1. | Mika Häkkinen        | 64   | 1. | McLaren-Mercedes  | 112  |
| 2. | Michael Schumacher   | 62   | 2. | Ferrari           | 111  |
| 3. | David Coulthard      | 58   | 3. | Williams-BMW      | 24   |
| 4. | Rubens Barrichello   | 49   | 4. | Benetton-Playlife | 18   |
| 5. | Giancarlo Fisichella | 18   | 5. | BAR-Honda         | 12   |

- Megjegyzés: A McLaren csapat nem kapta meg azt a 10 pontot, amit Häkkinen szerzett az osztrák nagydíjon, mert a finn autójának az adatrögzítőjéről hiányzott az egyik plomba.

## Statisztikák
Vezető helyen:
- Mika Häkkinen: 76 (1-31 / 33-77)
- David Coulthard: 1 (32)

Mika Häkkinen 17. győzelme, 19. leggyorsabb köre, Michael Schumacher 28. pole-pozíciója.
- McLaren 129. győzelme.